# Pravěk útočí
Pravěk útočí (v anglickém originále Primeval) je britský sci-fi televizní seriál z let 2006–2011, který pojednává o anomáliích, jakýchsi bránách v čase. Anomáliemi pronikají pravěká stvoření do současnosti a záchranný tým to nemá vždy jednoduché.

## Série
V letech 2006 až 2015 bylo vyrobeno a odvysíláno pět sérií seriálu Pravěk útočí:
- 1. série se začala vysílat v roce 2007 a má 6 epizod.
- 2. série se začala vysílat v roce 2008 a má 7 epizod.
- 3. série se začala vysílat v roce 2009 a má 10 epizod.
- 4. série se začala vysílat v roce 2011 a má 7 epizod.
- 5. série se začala vysílat taktéž v roce 2011 a má 6 epizod.

Dále vzniklo nepřímé kanadské pokračování Pravěk útočí: Nový svět (Primeval: New World) v roce 2013 a má 13 epizod. Po první řadě však byla produkce seriálu ukončena.

## Hlavní postavy
| Postava       | Herec/čka        | Český dabing      | Série | Série | Série | Série | Série |
| Postava       | Herec/čka        | Český dabing      | 1     | 2     | 3     | 4     | 5     |
| ------------- | ---------------- | ----------------- | ----- | ----- | ----- | ----- | ----- |
| Nick Cutter   | Douglas Henshall | David Novotný     | ano   | ano   | část  | ×     | ×     |
| Stephen Hart  | James Murray     | Daniel Tůma       | ano   | ano   | ×     | ×     | ×     |
| Connor Temple | Andrew Lee Potts | Michal Holán      | ano   | ano   | ano   | ano   | ano   |
| Abby Maitland | Hannah Spearritt | Lucie Vondráčková | ano   | ano   | ano   | ano   | ano   |
| Helen Cutter  | Juliet Aubrey    | Miluše Šplechtová | ano   | ano   | ano   | ×     | ×     |
| Claudia Brown | Lucy Brown       | Nela Boudová      | ano   | ×     | ×     | ×     | ×     |
| Jenny Lewis   | Lucy Brown       | Nela Boudová      | ×     | ano   | část  | x     | x     |
| James Lester  | Ben Miller       | Lukáš Hlavica     | ano   | ano   | ano   | ano   | ano   |

## 1. série

### Hlavní postavy
- Nick Cutter (hraje Douglas Henshall): Vůdce týmu. Charizmatický profesor paleontologie na univerzitě. Je učitelem Connora a Stevena. Předpověděl zlomové linie v čase a to, že se anomálie mohou vracet. Manžel Helen, miluje Claudii.
- Stephen Hart (James Murray): Nickův žák, nebojí se žádného monstra. Když je potřeba vzít do ruky zbraň, je to on kdo bojuje proti bytostem z pravěku.
- Connor Temple (Andrew-Lee Potts; dabing: Michal Holán): Mladý student na univerzitě. Je to expert přes počítače, zodpovídá za elektroniku týmu. Postavil detektor anomálií a přístroj na uzavírání anomálií. Je zamilován do Abby.
- Abby Maitland (Hannah Spearritt): Mladá zooložka, když je potřeba uspat dinosaura, je expert. Dříve pracovala v ZOO. Miluje Connora, i když si to nepřipouští.
- Kapitán Tom Ryan (Mark Wakeling): Velitel vojáků pro boj s anomáliemi. Je odvážný a vždy připravený jednat.
- Claudie Brown (Lucy Brown): Zodpovídá za organizaci akcí. Krásná žena.
- James Lester (Ben Miller): Vedoucí projektu Anomálie. Nedůtklivý.
- Helen Cutter (Juliet Aubrey): Manželka Nicka, měla milostnou aféru se Stevenem. Je zákeřná a často pracuje proti týmu.

### Stručný obsah
1. díl
Gorgonopsid z období permu pronikne anomálií spolu s Coelurosauravem Rexem a Scutosaurem. Nick Cutter a jeho tým budou vyšetřovat na místě výskytu anomálie a vydají se i na průzkum skrz anomálii. Všechna zvířata se nakonec podaří dostat zpět do anomálie, kromě Rexe. A protože je Abby milovnicí zvířat a expert na plazi, rozhodne si ho nechat doma.
2. díl
V metru se objeví další anomálie, ze které proniknou obří pavouci a zabijácká stonožka Arthropleura. Když se snaží utéct ze zamořené oblasti pryč, Cutter uslyší Helen a vydává se ji hledat. Stephen se vydává hledat Cuttera, ale obří stonožka ho kousne. Stephen umírá, v tom si ho Helen všimne a řekne mu, že na Nicka čeká na druhé straně anomálie. Nick si dá na ruku váček a stonožka se do něj zakousne. Stonožku nakonec zabijí a Stephena zachrání.
3. díl
Ve třetím díle 1. série se anomálií do našeho světa dostane Mosasaurus. Nick odhalí, že se anomálie mohou pohybovat. Jako první se mososaurus dostane do plaveckého bazénu, kde sežere plavce. Pak ale zmizí a objeví se ve vodní nádrži. Tam vyplavou zbytky těla plavce. Anomálii pak pod vodou najdou. Jeden potápěč proplaval do anomálie, za ním mososaurus, a pak se anomálie zavře. Anomálie se otevře ve sklepě jedné ženy. Žena si myslí, že jí teče pračka a zavolá instalatéra, který zemře. Objeví ale ještě jedno tělo. Tělo patří potápěči, který proplaval do anomálie a okolo ruky měl ovázaný kapesník, na kterém bylo napsáno HC. Nick ví, že kapesník patří Helen a dostane rozkaz jí přivést, ale nepřivede ji. Lestrovi vojáci jí tedy budou muset donutit násilím a Helen přivedou.
4. díl
V dalším díle Helen zalže a uteče do anomálie. Z anomálie vyběhnou ptáci Dodo. Connorovi přátelé si jednoho Doda vezmou, ten ale klovne Toma. Tím na Toma přenese parazita. Tom se přestane ovládat, ale bude se snažit bojovat. Tom nakonec zemře.
5. díl
Anomálie se otevře na nebi. Anomálií pronikne Pteradon a hejno Anurognatů, kteří začnou zabíjet na golfovém hřišti. Pteranodonta uspí a zjistí, že on golfistu nezabil. Klaudii Brownovou praští pteranodon a ona utrpí otřes mozku. Nick jde do sanitky pro mobil a Claudii zachrání Helen. Anurognaty zabijí.
6. díl
V posledním díle 1. série Helen Lestrovi a Nickovi řekne, že tentokrát přijde predátor z budoucnosti, budoucí vývojový stupeň netopýra. Predátor zabije tři muže a jednoho lva. Nick a jeho tým spolu se psi najdou jeho skrýš, ve které spatří šokující objev. Predátor má mláďata. U mláďat najdou jeho oběti, kterými mláďata krmil. Predátor na ně zaútočí, Nick ho zabije a mláďata použije k vyhledání anomálie. Tělo predátora pošlou na pitvu, kde se ukáže, že pitvaný jedinec je samec. Je jisté, že mláďata jsou moc malá, takže někde musí běhat i samice.  Ta také skočí zpět do anomálie. Samice predátora zabije kapitána Ryana a Cutter náhle pochopí, že dříve našli jeho hrob (1. díl). Poté Gorgonopsid samici predátora zabije. Nick si bude myslet, že mláďata jsou mrtvá, ale nebudou, tři přežijí, čímž se lehce změní běh dějin lidstva. Když se Nick vrátí domů, zjistí, že Klaudie zmizela a nikdo jí nezná.

## 2. série

### Hlavní postavy
- Nick Cutter (Douglas Henshall)
- Stephen Hart (James Murray)
- Connor Temple (Andrew-Lee Potts; dabing: Michal Holán)
- Abby Maitland (Hannah Spearritt)
- Jenny Lewis (Lucy Brown)
- James Lester (Ben Miller)
- Helen Cutter (Juliet Aubrey)

### Stručný obsah
1. díl
První díl začíná souhrnem toho, co se stalo v předchozím díle. Cutter, který se vrátil jako jediný skrz anomálii, zjišťuje, že něco není v pořádku. Kromě vztahu, který byl mezi Stephenem a Helen, který vyšel najevo, došlo k několika změnám. Claudii Brownovou nikdo neviděl ani ji nezná. Operace Anomálie má své centrum. Místo Claudie je zde jistý Oliver Leek, který jak se později ukáže má s anomáliemi své vlastní plány. Tým musí vyřešit další anomálii, která se objeví v nákupním centru. Skrz ni projdou dva Velociraptoři z období křídy. Na konci dílu se k týmu připojí jistá Jennifer "Jenny" Lewisová. Ta vypadá naprosto stejně jako Claudie, což profesora Cuttera ze začátku dost mate.
2. díl
V druhém dílu se tým spolu s Jenny musí postarat o invazi prehistorických červů, kteří začnou řádit v jedné firmě, která sídlí ve velkém mrakodrapu. Jenny moc nevěří tomu, čím se centrum zabývá a že jde o dinosaury, dokud se nepřesvědčí sama. Ve videopůjčovně se Connora seznámí s jistou Caroline, která o něj má zájem, i když se zdá, že mu nejde jen o něj. U Stephena doma se objeví Helen a komplikuje mu život. Zdá se, že zase něco chystá. Nakonec jsou červi poraženi.
3. díl
Ve třetím dílu se objeví v parku "Blue Sky", které je plné lidí, Šavlozubý tygr. Utajení bude hodně těžké. Zjistí ale, že místní žena Valerie, má tohoto šavlozubého tygra jako domácího mazlíčka a snaží se ho vychovat už od doby, kdy se tu objevil. Proto není po anomálii ani památky. Šavlozubý tygr napadne tým na příkaz Valerie. Jenže jako prehistorický tvor se nedá jen tak domestikovat a Valerii tak zabije. Tygr je uspán, ale při převozu do zajištěné oblasti údajně umírá. Na konci se Caroline setkává s Leekem a je jasné, že pro něj špehuje Connora i to co dělá.
4. díl
Nová anomálie se objeví a zase zmizí v bazénu. Po čase se objeví v jezeře. Všechny ohrožuje budoucí stádium žraloka. Ukáže se ale, že za zmizením lidí nestojí. Abby se nelíbí, že Caroline s nimi tráví příliš moc času. Zjistí, že je tady ještě jiný tvor, nějaký mořský savec. Cutter zjistí, že je sleduje muž z obchodního centra, který by měl být mrtvý. Mezitím Abby unese stvoření do vody. Nick a Stephen se pohádají. Lester se rozhodne, že dál bude velet Stephen. Connor neunese, že tvor unesl Abby a nejspíš ji zabil, ale nakonec se rozhodne Cutterovi pomoct v hledání. Ve skladišti najdou anomálii, Abby a další unesené. Connor se snaží Abby zachránit sám, ale stvoření ji odnese skrz anomálii. Connor je sleduje. Na druhé straně se snaží Abby zachránit, vytáhnout ji zpět na útes. Jenže Abby ho stahuje s sebou dolů. Connor ji řekne, že ji miluje a nehodlá ji pustit. V poslední chvíli přijde na pomoc Nick i Stephen a dostanou se zpět. Když se ho Abby na to zeptá, snaží se, aby to vyznělo jinak. Na konci se ukazuje Leek, který je ve spojení s Helen, která, jak se zdá, všemu velí.
5. díl
V pátém dílu se anomálie objeví na staveništi u obytné zóny. Do anomálie ale vběhne pes a za ním malá dívka ve snaze ho zachránit. Poté ji Nick se Stephenem jdou zachránit, ale oba i s malou dívkou uvíznou v pravěku. Nikdo však netuší že pod písečnými dunami se skrývá hejno obřích škorpionů. Poté se zase otevře anomálie a dostanou se zase do přítomnosti.
6. díl
V dalším dílu se anomálie otevře přímo na dálnici a projde jí do naší doby mamut. Když se Nickův tým snaží mamuta dostat do jeho doby, tak se anomálie uzavře a mamut zůstane v naší době, a tak ho převezou do střediska a začnou pátrat po tom, kdo sabotoval detektor (viz 5. díl). Přijdou na to, že to byl Leek. Na konci je Leek lstí zavede do své skrýše, kde, jak se ukáže, schovává všechny, zatím známé, prvěké tvory, včetně Šavlozubého tygra, která zabil Valerii (viz 3.díl).
7. díl
V posledním dílu druhé série se snaží Leeka zastavit, ale Nick vypne neuronové svorky pro ovládání predátora budoucnosti a predátoři tak Leeka zabijí. Dál se snaží predátory a ostatní pravěké tvory zastavit, vymyslí proto plán, ale ten nejde uskutečnit tak, aby nikdo nezemřel. Proto se Stephan obětuje, aby se predátoři a zvířata nedostala ven. Potom se koná jeho pohřeb. Na konci dílu Helen povolá muže, kteří jsou naprosto identičtí (pracoval v obchodním domě, viz 1. díl).

## 3. série - stručný obsah
1. díl
Od posledních událostí už uběhl rok, ale to nic nemění na nebezpečné situaci. Při egyptské výstavě v muzeu anomálií projde Pristichampsus a dělá problémy. Nick Cutter a tým ho musejí zastavit. Během této snahy Connor zjistí, že anomálie lze přesouvat pomocí tzv. Sluneční klece a že jdou uzavírat.
2. díl
Nick vidí ve vznikání anomálií jakýsi vzorec a pravidelnost. Vytvoří tak mapu, která ukazuje kde se anomálie ukáží. Není však schopný určit kdy. Proto se tým vydává na místo, kde by se měla další anomálie objevit. Tím místem je opuštěný starý dům. Dům ale není tak opuštěný jak se zdá, protože ho již 18 let obývá podivná bytost, která zde uvízla, když se anomálie objevila na stejném místě poprvé a bytost hned vraždila. Zabila dva chlapce, ale třetí přežil. Jeden z chlapců měl staršího bratra (Dannyho Quinna), který se později stane policistou a snaží se případ zmizení těl a smrti dvou chlapů vyřešit. Případ je ale odložen, protože není dostatek důkazů. Když ale vidí tým, který se je pořád pohybuje kolem domu, chce případ znovu otevřít. V tom mu ale není vyhověno, takže začne případ řešit na vlastní pěst a týmu tak komplikuje práci. Díl končí vniknutím bytosti zpět do své doby anomálií. Ukazuje se tak, že Nick měl v pravidelnosti vzniku anomálií pravdu.
3. díl
Anomálie se otevře v nemocnici a směřuje do období Permu, odkud do našeho světa vnikne skupina Diictodonů. Týmu v jejich zadržení brání Hellen Cutter, která nakonec svého manžela Nicka zastřelí.
4. díl
Novinář Mick Harper (viz 6. epizoda 2. série a 3. epizoda 3. série) ukradne detektor anomálií z Jennynina auta a spolu se svým týmem anomálii vypátrá v hangáru letiště. Společníky mu dělá rázná Katherine Kanavanagh, expert na divokou přírodu Nigel Marven (hraje sám sebe) a štáb z Evening News. Connor a Jenny se je vydají zastavit, ale Harper je uzavře v prázdném hangáru a nemohou ven. Později anomálií projde malý dinosaurus, kterého Nigel identifikuje jako Velociraptora, když si ho chce pohladit, dinosaurus jej kousne a uteče zpět do anomálie. Následně trhlinou projde Giganotosaurus, Nigela sežere a zaútočí na zbytek štábu. Naštěstí Connorovi a Jenny pomůže policista Danny Quinn, který se po Cutterově smrti stává vůdcem týmu.